# Mount Hubbard, Västantarktis
Mount Hubbard är ett berg i Antarktis. Det ligger i Västantarktis. Inget land gör anspråk på området. Toppen på Mount Hubbard är 403 meter över havet.
Terrängen runt Mount Hubbard är kuperad, och sluttar söderut. Trakten är obefolkad. Det finns inga samhällen i närheten.